# 阿旺阿末沙
拿督阿旺阿末沙是马来西亚政治家，自2020年9月起担任沙巴州立法议会必打卡士议员。他是沙巴民意党丹絨亞路区部主席（沙巴民意党也是沙巴人民联盟成员党）。他也是沙巴民兴党和沙巴立新党的前成员。他也是人民公正党副主席兼前必打丹国会议员阿旺胡赛尼的兄弟。 
2023年2月27日，阿旺阿末沙宣布离开民兴党加入民意党并支持现任沙巴首席部长拿督斯里哈芝芝的领导，成为自2020年沙巴州选举以来第10位退党的民兴党议员。 

## 授勋
- 沙巴 :
  -  神山辉煌勋章 (PGDK) - 拿督 (2019) [4]

1. ↑  . 2012-04-22  [2022-11-09]. （原始内容存档于2022-11-11）.
2. ↑  ASMIN, ASYIKIN. . Sinar Harian. 2021-10-16  [2022-11-09]. （原始内容存档于2023-02-08） （马来语）.
3. ↑  .   [2023-08-14]. （原始内容存档于2023-05-08）.
4. ↑  . Bahagian Istiadat dan Urusetia Persidangan Antarabangsa. Prime Minister's Department (Malaysia).   [2023-08-14]. （原始内容存档于2021-01-15）.